# DNA (песня BTS)
DNA — песня, записанная на двух языках (корейском и японском) южнокорейским бой-бэндом BTS. Корейская версия была выпущена 18 сентября 2017 года в качестве ведущего сингла в пятом мини-альбоме группы Love Yourself: Her (2017) от Big Hit Entertainment. Японская версия песни была выпущена на стороне A 6 декабря 2017 года лейблом Universal Music Japan в виде тройного сингла, который включал «Mic Drop» и новую оригинальную песню «Crystal Snow» на японском.

## Музыка и текст песни
«DNA» была охарактеризована как бодрая EDM и поп-песня. Некоторые музыкальные журналисты отметили элементы софт-рока, хип-хопа и турбо-попа. С точки зрения музыкальной нотации, песня написана в тональности C♯ минор, с темпом 130 ударов в минуту, и длится 3:43. Новая электронная музыка состоит из свистков, дополнительных колокольчиков и акустической гитары.